# Refroidisseur par évaporation
Un refroidisseur par évaporation, appelé aussi rafraîchisseur adiabatique, est un dispositif qui refroidit l'air par évaporation de l'eau. 

## Principe
Le refroidissement par évaporation diffère des systèmes typiques de climatisation, qui utilisent des cycles de réfrigération compression de vapeur ou absorption. Le refroidissement par évaporation utilise le fait que l'eau absorbe une quantité relativement importante de chaleur pour s'évaporer (c'est-à-dire qu'elle a une grande enthalpie de vaporisation). La température de l'air sec peut être considérablement abaissée par l'évaporation de l'eau[réf. nécessaire]. Cela peut refroidir l'air en consommant beaucoup moins d'énergie que la réfrigération[réf. nécessaire]. Dans les climats extrêmement secs, le refroidissement par évaporation de l'air a l'avantage supplémentaire de climatiser l'air avec plus d'humidité pour le confort des occupants du bâtiment.
Le potentiel de refroidissement pour le refroidissement par évaporation dépend de la dépression du bulbe humide, de la différence entre la température du bulbe sec et la température du bulbe humide (voir humidité relative). Sous les climats arides, le refroidissement par évaporation peut réduire la consommation d'énergie et l'équipement total de conditionnement comme alternative au refroidissement par compresseur. Dans les climats considérés comme non-arides, le refroidissement indirect par évaporation peut encore profiter du processus de refroidissement par évaporation malgré un rendement plus faible et un risque d'augmenter l'humidité dont lors de la phase nocturne. Les stratégies de refroidissement par évaporation passif peuvent offrir des avantages similaires aux systèmes de refroidissement par évaporation mécanique sans la complexité de l'équipement, des conduits et, surtout, le rejet d'un flux d'air chaud à l'extérieur qui peut accentuer le dôme de chaleur dans les villes par exemple. Cependant étant une énergie douce inertielle, elle n'aura jamais la puissance d'un système basé sur une unité électrique de réfrigération qui serait même capable de températures négatives ce qu'un système basé sur l'évaporation est incapable.

## Histoire
Avant l'avènement de la réfrigération, le refroidissement par évaporation était utilisé depuis des millénaires. Un récipient poreux (par ex. :, en faïence) refroidirait l'eau par évaporation à travers ses parois. Des fresques d'environ 2500 av. J.-C. montrent des esclaves ventilant des pots d'eau pour refroidir des pièces. Un récipient pourrait également être placé dans un bol d'eau, recouvert d'un linge humide plongeant dans l'eau, pour garder le lait ou le beurre aussi frais que possible. 
Une forme antérieure de refroidissement par évaporation, le capteur de vent, a été utilisée pour la première fois en Égypte antique et en Perse antique il y a des milliers d'années sous forme de puits à vent sur le toit. Le puits attrape le vent, le fait passer au-dessus de l'eau souterraine dans un 'qanat et évacue l'air refroidi dans le bâtiment. Les Iraniens modernes ont largement adopté des refroidisseurs par évaporation motorisés (coolere âbi). 

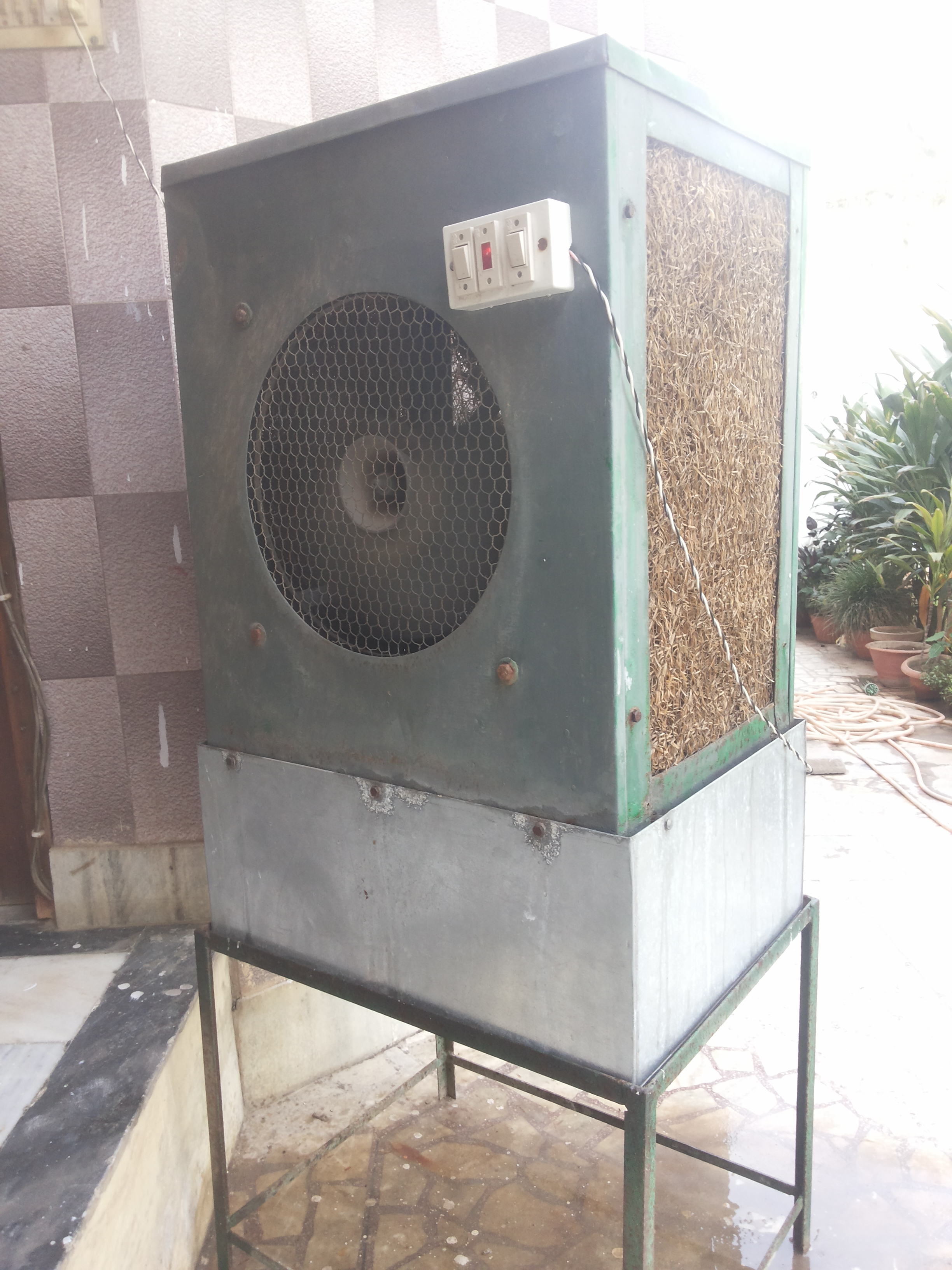
Un refroidisseur d'air traditionnel en Mirzapur, Uttar Pradesh, Inde.

Le refroidisseur par évaporation a fait l'objet de nombreux brevets américains au XXe siècle, dont beaucoup à partir de 1906 suggérait ou supposait l'utilisation de tampons excelsior (laine de bois) comme éléments pour amener un grand volume d'eau en contact avec l'air en mouvement pour permettre l'évaporation. Une conception typique, comme le montre un brevet de 1945, comprend un réservoir d'eau (généralement avec un niveau contrôlé par une vanne à flotteur), une pompe pour faire circuler l'eau sur les coussinets excelsior et un ventilateur centrifuge pour aspirer l'air à travers les coussinets et dans la maison. Cette conception et ce matériau restent dominants dans les refroidisseurs à évaporation dans le Sud-Ouest américain, où ils sont également utilisés pour augmenter l'humidité. Aux États-Unis, l'utilisation du terme refroidisseur de marais pourrait être due à l'odeur des algues produites par les premières unités.
Des dispositifs de refroidissement par évaporation montés à l'extérieur ont été utilisés dans certaines automobiles pour refroidir l'air intérieur - souvent comme accessoires du marché des pièces de rechange - jusqu'à ce que la climatisation moderne par compression de vapeur soit largement disponible.
Les techniques de refroidissement passif par évaporation dans les bâtiments sont une caractéristique de l'architecture du désert depuis des siècles, mais l'acceptation, l'étude, l'innovation et les applications commerciales occidentales sont toutes relativement récentes. En 1974, William H. Goettl a remarqué comment la technologie de refroidissement par évaporation fonctionne dans les climats arides, et a spéculé qu'une unité combinée pourrait être plus efficace et a inventé le « High Efficiency Astro Air Piggyback System », un système combiné de réfrigération et de climatisation par évaporation. En 1986, des chercheurs de l'Université de l'Arizona W. Cunningham et T. Thompson ont construit une tour de refroidissement par évaporation passive, et les données de performance de cette installation expérimentale à Tucson en Arizona sont devenues la base des directives de conception de tour de refroidissement par évaporation développées par Baruch Givoni.

## Principe physique
Les refroidisseurs à évaporation abaissent la température de l'air selon le principe du refroidissement par évaporation, contrairement aux systèmes de climatisation typiques qui utilisent réfrigération à compression de vapeur ou la réfrigération par absorption. Le refroidissement par évaporation est la conversion de l'eau liquide en vapeur à l'aide de l'énergie thermique contenue dans l'air, ce qui entraîne une baisse de la température de l'air. L'énergie nécessaire à l'évaporation de l'eau est prélevée dans l'air sous forme de chaleur sensible, qui affecte la température de l'air, et convertie en chaleur latente, l'énergie présente dans la composante vapeur d'eau de l'air, l'air restant à une valeur constante enthalpique. Cette conversion de la chaleur sensible en chaleur latente est connue sous le nom de processus isenthalpique parce qu'elle se produit à une enthalpie constante. Le refroidissement par évaporation provoque donc une baisse de la température de l'air proportionnelle à la chute de chaleur sensible et une augmentation de l'humidité proportionnelle au gain de chaleur latente. Le refroidissement par évaporation peut être visualisé à l'aide d'un tableau psychrométrique en trouvant la climatisation initiale et en se déplaçant le long d'une ligne d'enthalpie constante vers un état d'humidité supérieure.
Un exemple simple de refroidissement naturel par évaporation est la sueur sécrétée par le corps humain et dont l'évaporation refroidit le corps. La quantité de transfert de chaleur dépend du taux d'évaporation, mais pour chaque kilogramme d'eau vaporisée, 2 257 kJ d'énergie, à 35 °C sont transférés. Le taux d'évaporation dépend de la température et de l'humidité de l'air, c'est pourquoi la sueur s'accumule davantage les jours humides, car elle ne s'évapore pas assez vite.
La réfrigération par compression de vapeur utilise le refroidissement par évaporation, mais la vapeur évaporée se trouve à l'intérieur d'un système scellé et est ensuite comprimée prête à s'évaporer à nouveau, en utilisant de l'énergie pour ce faire. 
L'eau du refroidisseur évaporatoire est évaporée dans l'environnement et n'est donc pas récupérée.  Dans une unité de refroidissement intérieure, l'eau évaporée est introduite dans l'espace avec l'air maintenant refroidi ; dans une tour d'évaporation, l'eau évaporée est évacuée dans le flux d'air sortant.

### Autres types de refroidissement à changement de phase
Un processus étroitement lié, le « refroidissement par sublimation », diffère du refroidissement par évaporation en ce sens qu'il se produit une sublimation, plutôt qu'une évaporation.
Le refroidissement par sublimation a été observé à l'échelle planétaire sur le planétoïde Pluton, où il a été comparé à un effet anti-serre.
Une autre application d'un changement de phase au refroidissement est la canette de boisson « autoréfrigérante ». Un compartiment séparé à l'intérieur de la boîte contient un dessicant et un liquide. Juste avant de boire, une languette est tirée pour que le dessicant entre en contact avec le liquide et se dissout. Ce faisant, il absorbe une quantité d'énergie thermique appelée chaleur latente de fusion. Le refroidissement par évaporation fonctionne avec le changement de phase de liquide en vapeur et le chaleur latente de vaporisation, mais l'auto-refroidissement peut utiliser un changement de solide à liquide, et la chaleur latente de fusion, pour obtenir le même résultat.

## Applications

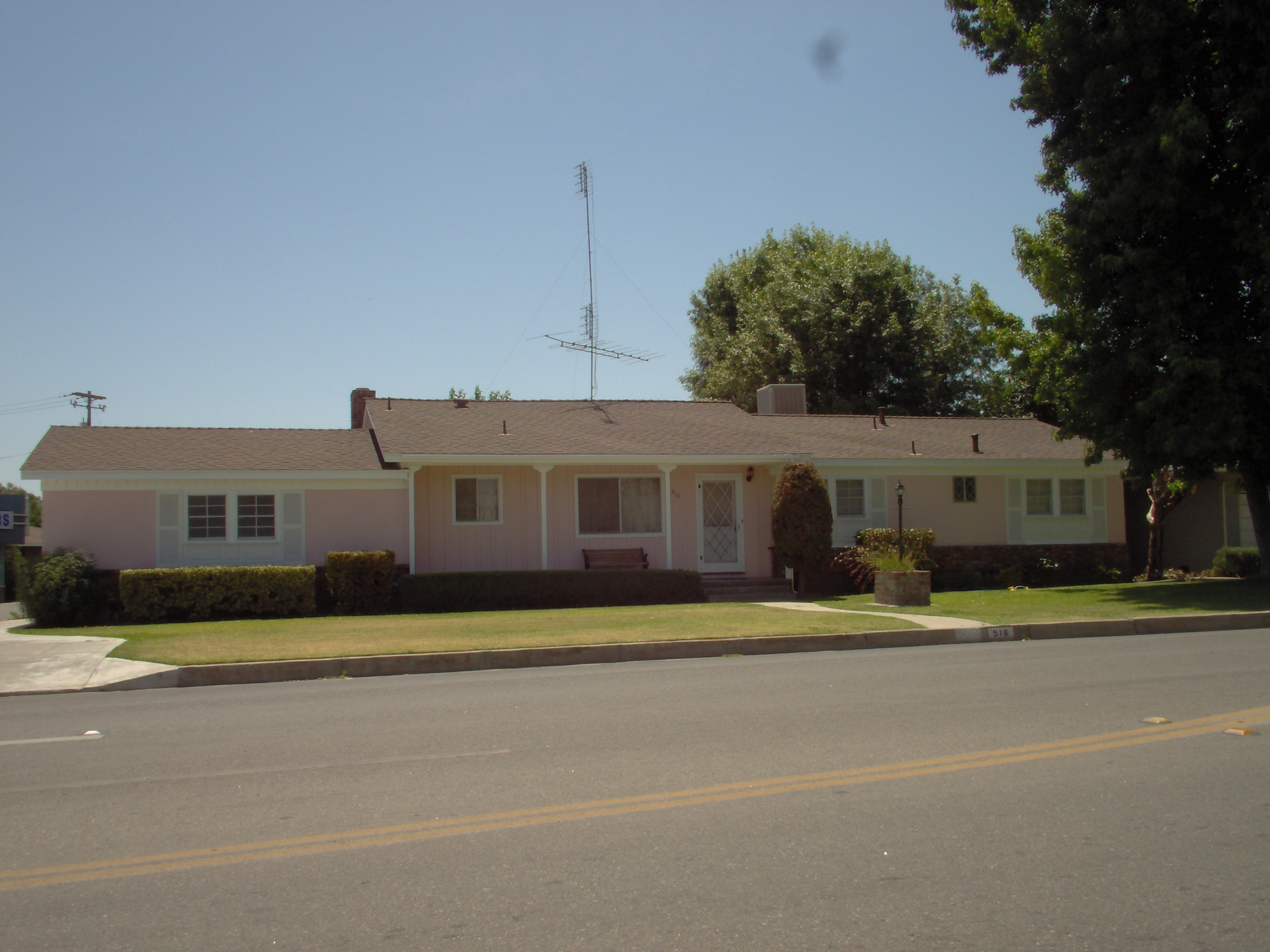
Californie ranch house avec glacière évaporatoire sur le faîte du toit

Le refroidissement par évaporation est une forme courante de refroidissement des bâtiments afin de garantir un confort thermique puisqu'il est relativement bon marché et nécessite moins d'énergie que les autres formes de refroidissement.

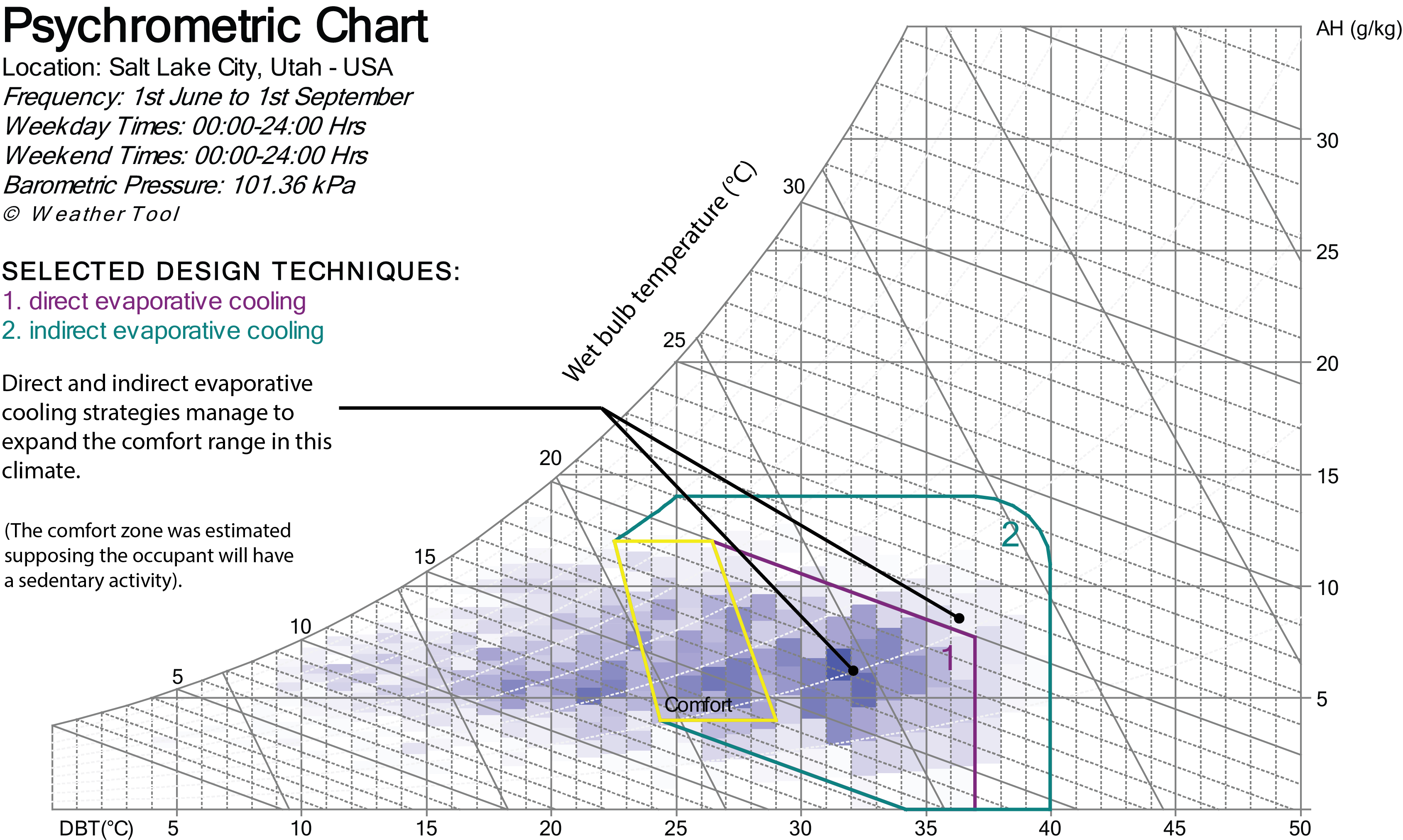
Exemple de carte psychométrique de Salt Lake City

La figure montrant les données météorologiques de Salt Lake City représente le climat estival typique (de juin à septembre). Les lignes colorées illustrent le potentiel des stratégies de refroidissement par évaporation directe et indirecte pour élargir la plage de confort en été. Elle s'explique principalement par la combinaison d'une vitesse d'air plus élevée d'une part et d'une humidité intérieure élevée lorsque la région permet la stratégie de refroidissement par évaporation directe d'autre part. Les stratégies de refroidissement par évaporation qui impliquent l'humidification de l'air devraient être mises en œuvre dans des conditions sèches où l'augmentation du taux d'humidité reste inférieure aux recommandations pour le confort des occupants et la qualité de l'air intérieur. Les tours de refroidissement passif n'ont pas le contrôle que les systèmes traditionnels de CVC offrent aux occupants. Cependant, le mouvement d'air supplémentaire fourni dans l'espace peut améliorer le confort des occupants.
Le refroidissement par évaporation est plus efficace lorsque l'humidité relative est basse, ce qui limite sa popularité aux climats secs. Il augmente par ailleurs considérablement le taux d'humidité interne, ce que les habitants du désert peuvent apprécier car l'air humide réhydrate la peau sèche et les sinus. Par conséquent, l'évaluation des données climatiques typiques est une procédure essentielle pour déterminer le potentiel des stratégies de refroidissement par évaporation pour un bâtiment. Les trois considérations climatiques les plus importantes sont la température du thermomètre sec, celle du thermomètre humide et la dépression du thermomètre humide pendant la journée de conception estivale. Il est important de déterminer si la dépression de l'ampoule humide peut fournir un refroidissement suffisant pendant la journée de conception estivale. En soustrayant la dépression du bulbe humide de la température extérieure du bulbe sec, on peut estimer la température approximative de l'air sortant du refroidisseur évaporatoire. Il est important de considérer que la capacité de la température extérieure du thermomètre sec d'atteindre la température du thermomètre humide dépend de l'efficacité de la saturation. Une recommandation générale pour l'application du refroidissement évaporatif direct est de le mettre en œuvre dans des endroits où la température humide de l'air extérieur ne dépasse pas 22 °C. Cependant, dans l'exemple de Salt Lake City, la limite supérieure pour le refroidissement évaporatoire direct sur tableau psychométrique est de 20 °C. Malgré cette valeur inférieure, ce climat est toujours adapté à cette technique.
Le refroidissement par évaporation est particulièrement bien adapté aux endroits où l'air est chaud et où l'humidité est faible. Aux États-Unis, les états de l'ouest et des montagnes sont de bons endroits, avec des refroidisseurs par évaporation prédominants dans des villes comme Denver, Salt Lake City, Albuquerque, El Paso, Tucson et Fresno. La climatisation par évaporation est également populaire et bien adaptée à la partie méridionale (tempérée) de l'Australie. Dans les climats secs et arides, le coût d'installation et d'exploitation d'un refroidisseur par évaporation peut être bien inférieur à celui d'un climatiseur frigorifique, souvent d'environ 80 %. Cependant, le refroidissement par évaporation et la climatisation à compression de vapeur sont parfois utilisés en combinaison pour obtenir des résultats de refroidissement optimaux. Certains refroidisseurs par évaporation peuvent également servir d'humidificateurs pendant la saison de chauffage. Même dans les régions les plus arides, de courtes périodes d'humidité élevée peuvent empêcher le refroidissement par évaporation d'être une stratégie de refroidissement efficace. Un exemple de cet événement est la saison de la mousson au Nouveau-Mexique et dans le sud de l'Arizona, en juillet et août.
Dans les endroits où l'humidité est modérée, il existe de nombreuses utilisations rentables pour le refroidissement par évaporation, en plus de leur utilisation répandue dans les climats secs. Par exemple, installations industrielles, cuisines commerciales, blanchisserie industrielle/buanderie, pressing, nettoyage à sec, serres, refroidissement ponctuel (quais de chargement, entrepôts, usines, chantiers de construction, événements sportifs, ateliers, garages, chenils...).

### Autres exemples
Les arbres transpirent de grandes quantités d'eau à travers les pores de leurs feuilles appelées stomates, et par ce processus de refroidissement par évaporation, les forêts interagissent avec le climat à l'échelle locale et mondiale.
Dispositifs de refroidissement par évaporation simples tels que chambres de refroidissement par évaporation. Les ECC[Quoi ?] et les réfrigérateurs en pot d'argile, ou réfrigérateur en pot, sont des moyens simples et peu coûteux de garder les légumes frais sans utiliser d'électricité. Plusieurs régions chaudes et sèches à travers le monde pourraient potentiellement bénéficier de ce type de refroidissement, y compris l'Afrique du Nord, la région du Sahel en Afrique, la Corne de l'Afrique, l'Afrique australe, le Moyen-Orient, les régions arides d'Asie du Sud et l'Australie. Les avantages des chambres froides par évaporation pour de nombreuses communautés rurales de ces régions comprennent la réduction des pertes après récolte ainsi que du temps passé à se rendre au marché, des économies monétaires et une disponibilité accrue des légumes pour la consommation,.
Le refroidissement par évaporation est couramment utilisé dans les applications cryogénique]. La vapeur au-dessus d'un réservoir de liquide cryogénique est pompée et le liquide s'évapore continuellement aussi longtemps que la pression de vapeur du liquide est importante. Le refroidissement par évaporation de l'hélium ordinaire forme un pot de 1-K qui peut refroidir jusqu'à au moins 1,2 K. Le refroidissement par évaporation de hélium-3 peut atteindre des températures inférieures à 300 mK. Ces techniques peuvent être utilisées pour fabriquer des refroidisseurs cryogéniques, ou comme composants de cryostats à basse température tels que les réfrigérateurs à dilution. Lorsque la température diminue, la pression de vapeur du liquide diminue également et le refroidissement devient moins efficace. Ceci fixe une limite inférieure à la température qu'il est possible d'atteindre avec un liquide donné.
Le refroidissement par évaporation est également la dernière étape de refroidissement afin d'atteindre les températures ultra-basses requises pour la condensation de Bose-Einstein. (BEC)[Quoi ?]. Ici, le refroidissement évaporatoire forcé est utilisé pour éliminer sélectivement les atomes à haute énergie -dit « chauds »- d'un nuage d'atomes jusqu'à ce que le nuage restant soit refroidi en dessous de la température de transition BEC. Pour un nuage d'un million d'atomes alcalins, cette température est d'environ 1 μK.
Bien que les robots et vaisseaux spatiaux utilisent presque exclusivement le rayonnement thermique, de nombreux vaisseaux spatiaux habités ont des missions courtes qui permettent le refroidissement par évaporation à cycle ouvert. Parmi les exemples, on peut citer le Navette spatiale, le Module de commande et de service Apollo, le Module de commande et de service Apollo (CSM), le module lunaire et le système de survie portable]. Le CSM d'Apollo et la navette spatiale étaient également équipés de radiateurs, et la navette pouvait évaporer de l'ammoniac ainsi que de l'eau. Le vaisseau spatial Apollo utilisait des dispositifs compacts et largement passifs fonctionnant par sublimation qui évacuent la chaleur perdue dans la vapeur d'eau (vapeur) qui est ensuite évacuée dans l'espace[réf. nécessaire]. Lorsque l'eau liquide est exposée au vide, elle bout vigoureusement, emportant suffisamment de chaleur pour geler le reste jusqu'à ce que la glace recouvre le sublimateur et règle automatiquement le débit de l'eau d'alimentation en fonction de la charge thermique. L'eau dépensée est souvent disponible en surplus dans les piles à combustible utilisées par de nombreux engins spatiaux habités pour produire de l'électricité.

## Designs

Image du refroidisseur évaporatif

La plupart des conceptions tirent profit du fait que l'eau a l'une des plus hautes enthalpies de vaporisation connues de toute substance commune. De ce fait, les refroidisseurs à évaporation n'utilisent qu'une fraction de l'énergie des systèmes de climatisation à compression de vapeur ou à absorption. Malheureusement, sauf dans les climats très secs, le refroidisseur (direct) à un étage peut augmenter humidité relative (RH) à un niveau qui rend les occupants mal à l'aise. Les refroidisseurs évaporatifs indirects et à deux étages maintiennent l'humidité relative plus basse.

### Refroidissement évaporatif direct

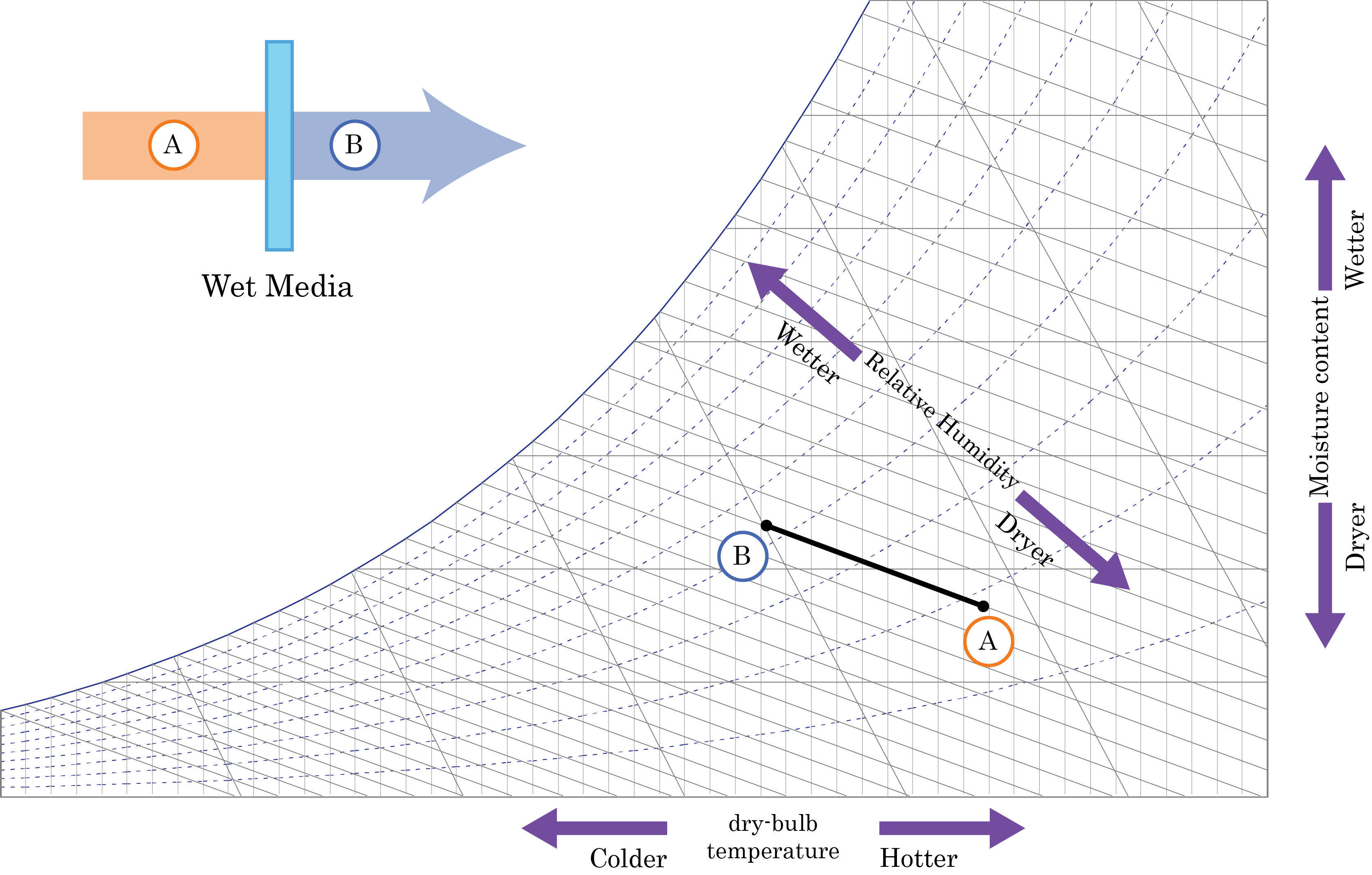
Refroidissement évaporatif direct

Le refroidissement évaporatif direct (circuit ouvert) est utilisé pour abaisser la température et augmenter l'humidité de l'air en utilisant la chaleur latente de l'évaporation, transformant l'eau liquide en vapeur d'eau. Dans ce processus, l'énergie dans l'air ne change pas. L'air chaud et sec est remplacé par de l'air frais et humide. La chaleur de l'air extérieur est utilisée pour évaporer l'eau. L'humidité relative augmente de 70 à 90 %, ce qui réduit l'effet rafraîchissant de la transpiration humaine. L'air humide doit être continuellement évacué vers l'extérieur, sinon l'air devient saturé et l'évaporation s'arrête.

Un refroidisseur à évaporation directe dit « mécanique » utilise un ventilateur pour aspirer l'air à travers une membrane mouillée, ou tampon, qui fournit une grande surface d'évaporation de l'eau dans l'air. L'eau est pulvérisée sur le dessus du tampon pour qu'elle puisse s'égoutter dans la membrane et la maintenir continuellement saturée. L'excès d'eau qui s'écoule du fond de la membrane est recueilli dans un bac et recirculé vers le haut. Les refroidisseurs à évaporation directe à un étage sont généralement de petite taille puisqu'ils ne comprennent que la membrane, la pompe à eau et le ventilateur centrifuge. La teneur en minéraux de l'eau municipale[pas clair] entraînera un entartrage de la membrane, ce qui entraînera son colmatage pendant toute la durée de vie de la membrane. En fonction de cette teneur en minéraux et du taux d'évaporation, un nettoyage et un entretien réguliers sont nécessaires pour assurer une performance optimale. En règle générale, l'air d'alimentation provenant du refroidisseur évaporatoire à un étage doit être évacué directement (flux à passage unique) en raison de l'humidité élevée de l'air d'alimentation. Quelques solutions de conception ont été conçues pour utiliser l'énergie contenue dans l'air, comme diriger l'air vicié à travers deux feuilles de double vitrage, réduisant ainsi l'énergie solaire absorbée par le vitrage. Comparativement à l'énergie requise pour atteindre la charge de refroidissement équivalente avec un compresseur, les évaporateurs à un étage consomment moins d'énergie.

Le refroidissement évaporatif direct dit « passif » peut se produire partout où l'eau refroidie par évaporation peut refroidir un espace sans l'aide d'un ventilateur. Ceci peut être réalisé par l'utilisation de fontaines ou de conceptions plus architecturales telles que la tour de refroidissement par évaporation à tirage descendant, également appelée « tour de refroidissement passive ». La conception de la tour de refroidissement passive permet à l'air extérieur de circuler à travers le sommet d'une tour construite à l'intérieur ou à côté du bâtiment. L'air extérieur entre en contact avec l'eau à l'intérieur de la tour soit par une membrane mouillée, soit par un brumisateur. Lorsque l'eau s'évapore dans l'air extérieur, l'air devient plus frais et moins flottant et crée un flux descendant dans la tour. Au bas de la tour, une sortie permet à l'air plus frais de pénétrer à l'intérieur. Tout comme les refroidisseurs évaporatifs mécaniques, les tours peuvent être une solution attrayante à faible consommation d'énergie pour les climats chauds et secs car elles n'ont besoin que d'une pompe à eau pour élever l'eau jusqu'au sommet de la tour.
Les économies d'énergie réalisées grâce à l'utilisation d'une stratégie passive de refroidissement par évaporation directe dépendent du climat et de la charge thermique. Pour les climats arides avec une grande dépression d'ampoule humide, les tours de refroidissement peuvent fournir suffisamment de refroidissement pendant les conditions de conception estivales pour être nettes zéro. Par exemple, un magasin de détail de 371 m2 (4 000 pi2) à Tucson, en Arizona, avec un gain de chaleur sensible de 29,3 kJ/h (100 000 Btu/h) peut être entièrement refroidi par deux tours de refroidissement passives fournissant 11 890 m3/h (7 000 cfm) chacune.

### Refroidissement évaporatoire indirect

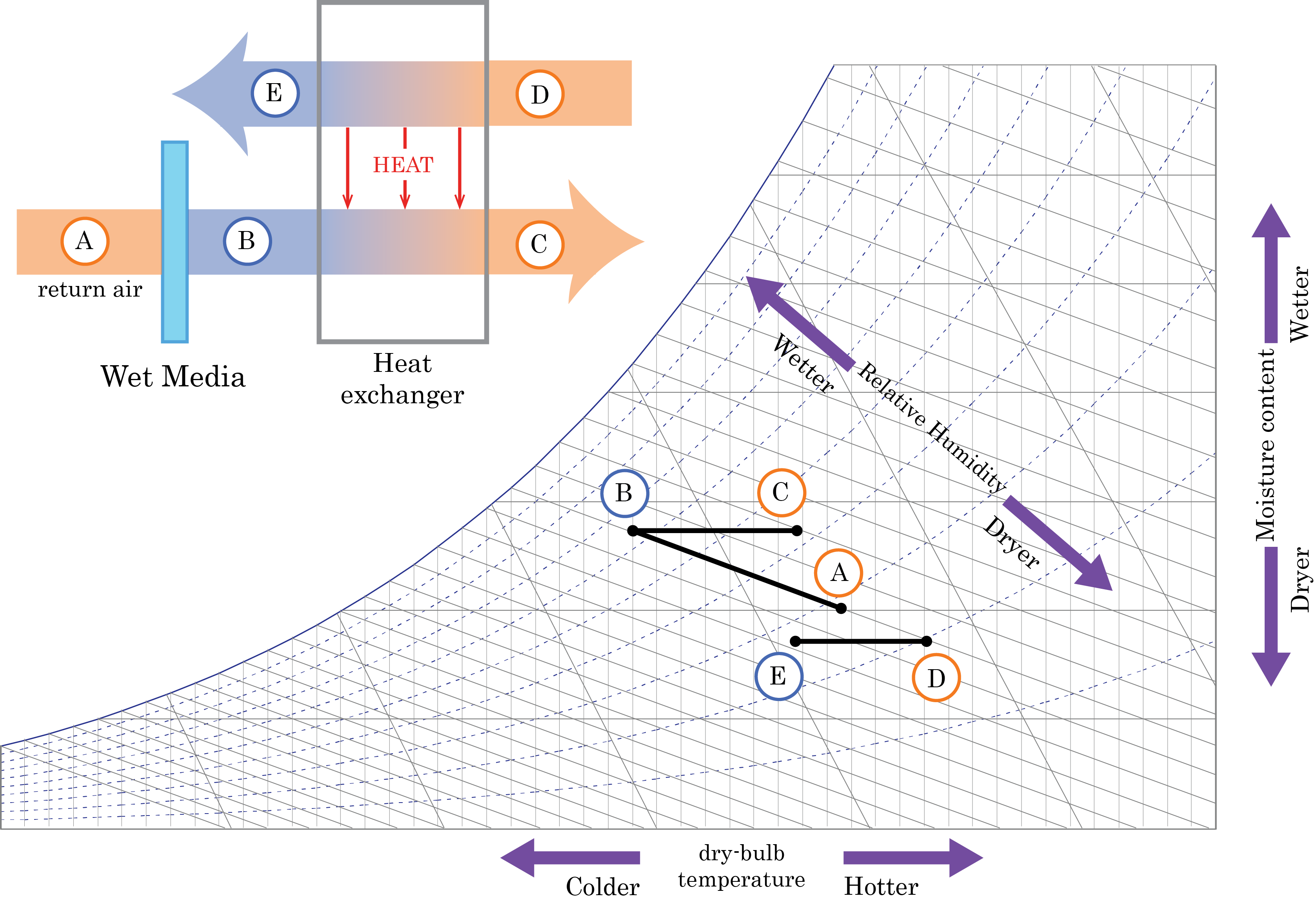
Le processus de refroidissement évaporatif indirect (diagramme psychométrique)

Le « refroidissement évaporatif indirect » (en circuit fermé) est un procédé de refroidissement qui utilise le refroidissement évaporatif direct en plus d'un échangeur de chaleur pour transférer l'énergie froide à l'air soufflé. L'air humide refroidi provenant du processus de refroidissement par évaporation directe n'entre jamais en contact direct avec l'air d'alimentation climatisé. Le flux d'air humide est libéré à l'extérieur ou utilisé pour refroidir d'autres appareils externes tels que les cellules solaires qui sont plus efficaces s'ils sont maintenus au frais. Un fabricant de refroidisseurs indirects utilise le cycle dit de Maisotsenko qui utilise un échangeur de chaleur itératif (multi-étapes) qui peut réduire la température de l'air du produit en dessous de la température du bulbe humide, et qui peut se rapprocher de la température du bulbe humide mais aussi de la température du produit (point de rosée). Bien que l'humidité relative (RH) augmente légèrement selon la formule Temperature-RH. Cependant l'air relativement sec résultant du refroidissement évaporatoire indirect permet à la transpiration des habitants de s'évaporer plus facilement, augmentant ainsi l'efficacité relative de cette technique. Le refroidissement indirect est une stratégie efficace pour les climats chauds-humides qui ne peuvent se permettre d'augmenter le taux d'humidité de l'air soufflé en raison de problèmes de qualité de l'air intérieur et de confort thermique humain. Les graphiques suivants[Lesquels ?] décrivent le processus de refroidissement par évaporation directe et indirecte avec les changements de température, d'humidité et d'humidité relative de l'air.
Les stratégies de refroidissement indirect par évaporation indirecte passive sont rares parce que cette stratégie implique un élément architectural qui agit comme échangeur de chaleur (par exemple un toit). Cet élément peut être aspergé d'eau et refroidi par évaporation de l'eau sur cet élément. Elles sont également peu utilisées en raison de l'utilisation élevée de l'eau, ce qui introduit également le risque d'intrusion d'eau et peut compromettre la structure du bâtiment.

### Refroidissement évaporatoire à deux étages, ou indirect-direct
Dans la première étape d'un refroidisseur à deux étages, l'air chaud est pré-refroidi indirectement sans ajout d'humidité (en passant à l'intérieur d'un échangeur de chaleur qui est refroidi par évaporation à l'extérieur). Dans la phase directe, l'air pré-refroidi passe à travers un tampon imbibé d'eau et absorbe l'humidité en refroidissant. Comme l'alimentation en air est pré-refroidie dans la première étape, moins d'humidité est transférée dans l'étape directe, pour atteindre les températures de refroidissement souhaitées. Le résultat, selon les fabricants, est un air plus frais avec une humidité relative comprise entre 50 et 70 %, selon le climat, comparativement à un système traditionnel qui produit environ 70 à 80 % d'humidité relative dans l'air conditionné.
Dans une conception dite « hybride », le refroidissement direct ou indirect a été combiné à la compression de vapeur ou à la climatisation par absorption pour augmenter l'efficacité globale et/ou pour réduire la température en dessous de la limite de l'ampoule humide.

### Matériaux
Traditionnellement, les tampons réfrigérants par évaporation sont constitués de excelsior (tremble fibre de bois) à l'intérieur d'un filet de confinement, mais des matériaux plus modernes, comme certains plastiques et certains papiers, font leur entrée sur le marché en tant que supports pour coussins réfrigérants. Les médias rigides modernes, généralement de 8" ou 12" d'épaisseur, ajoutent plus d'humidité et refroidissent donc l'air plus que les médias de tremble généralement beaucoup plus minces,,.

#### Considérations de conception

##### Utilisation de l'eau
Dans les climats arides et semi-arides, la rareté de l'eau fait de la consommation d'eau une préoccupation dans la conception des systèmes de refroidissement. D'après les compteurs d'eau installés, Modèle:OR 420 938 L (111 200 gal) d'eau ont été consommés en 2002 pour les deux tours de refroidissement passif du centre des visiteurs du parc national de Zion[réf. nécessaire]. Cependant, ces préoccupations sont prises en compte par les experts qui notent que la production d'électricité nécessite généralement une grande quantité d'eau et que les refroidisseurs par évaporation consomment beaucoup moins d'électricité, et donc de l'eau comparable dans l'ensemble, et coûtent moins cher que les refroidisseurs.

##### Shading
Permettre l'exposition solaire directe aux coussinets de support augmente le taux d'évaporation. Toutefois, la lumière du soleil peut dégrader certains fluides, en plus de réchauffer d'autres éléments de la conception de refroidissement par évaporation. Par conséquent, l'ombrage est conseillé dans la plupart des applications.

##### Systèmes mécaniques
En dehors des ventilateurs utilisés pour le refroidissement mécanique par évaporation, les pompes sont le seul autre équipement mécanique requis pour le processus de refroidissement par évaporation dans les applications mécaniques et passives. Les pompes peuvent être utilisées soit pour faire recirculer l'eau vers le coussinet de milieu humide, soit pour fournir de l'eau à très haute pression à un système de brumisateur pour une tour de refroidissement passive. Les spécifications de la pompe varient en fonction du taux d'évaporation et de la surface du tampon de fluide. Le centre d'accueil du parc national de Zion utilise une pompe de 250 W (1/3 HP),.

##### Évacuation
Les conduits d'évacuation et/ou les fenêtres ouvertes doivent être utilisés en tout temps pour permettre à l'air de s'échapper continuellement de la zone climatisée. Dans le cas contraire, la pression augmente et le ventilateur ou la soufflante du système est incapable de pousser beaucoup d'air à travers le fluide et dans la zone climatisée. Le système d'évaporation ne peut pas fonctionner sans évacuer l'air en continu de la zone climatisée vers l'extérieur. En optimisant l'emplacement de l'entrée d'air refroidi, ainsi que la disposition des passages de la maison, des portes et des fenêtres de la pièce, le système peut être utilisé le plus efficacement possible pour diriger l'air refroidi vers les zones requises. Une disposition bien conçue permet de récupérer et d'expulser efficacement l'air chaud des endroits désirés sans avoir besoin d'un système d'évacuation d'air par conduits au-dessus du plafond. Un débit d'air continu est essentiel, de sorte que les fenêtres ou les évents d'évacuation ne doivent pas restreindre le volume et le passage de l'air introduit par la machine de refroidissement par évaporation. Il faut aussi tenir compte de la direction du vent extérieur, car, par exemple, un fort vent chaud du sud ralentira ou limitera l'air évacué par une fenêtre orientée au sud. Il est toujours préférable d'avoir les fenêtres sous le vent ouvertes, alors que les fenêtres exposées au vent sont fermées.

### Différents types d'installations

#### Installations typiques
Généralement, les refroidisseurs par évaporation résidentiels et industriels utilisent l'évaporation directe et peuvent être décrits comme une boîte fermée en métal ou en plastique avec des côtés ventilés.  L'air est déplacé par un ventilateur centrifuge ou un ventilateur généralement entraîné par un moteur électrique à « poulies » selon la terminologie HVAC, ou un ventilateur axial à entraînement direct. Une pompe à eau est utilisée pour mouiller les patins de refroidissement par évaporation. Les unités de refroidissement peuvent être montées sur le toit (courant d'air ascendant ou descendant) ou sur les murs extérieurs ou les fenêtres (courant d'air latéral ou horizontal) des bâtiments. Pour refroidir, le ventilateur aspire l'air ambiant par des évents sur les côtés de l'appareil et à travers les coussins humides. La chaleur de l'air fait évaporer l'eau des coussinets qui sont constamment ré-amortis pour continuer le processus de refroidissement. Ensuite, de l'air humide et refroidi est introduit dans le bâtiment par un évent dans le toit ou le mur.
Comme l'air de refroidissement provient de l'extérieur du bâtiment, il doit y avoir un ou plusieurs grands évents pour permettre à l'air de circuler de l'intérieur vers l'extérieur. L'air ne doit passer qu'une seule fois dans le système, sinon l'effet de refroidissement diminuera. Ceci est dû au fait que l'air atteint le point de saturation. Souvent, une quinzaine de changements d'air par heure se produisent dans les espaces desservis par des refroidisseurs à évaporation, un taux relativement élevé d'échange d'air.

#### Tours de refroidissement par évaporation (humides)
.

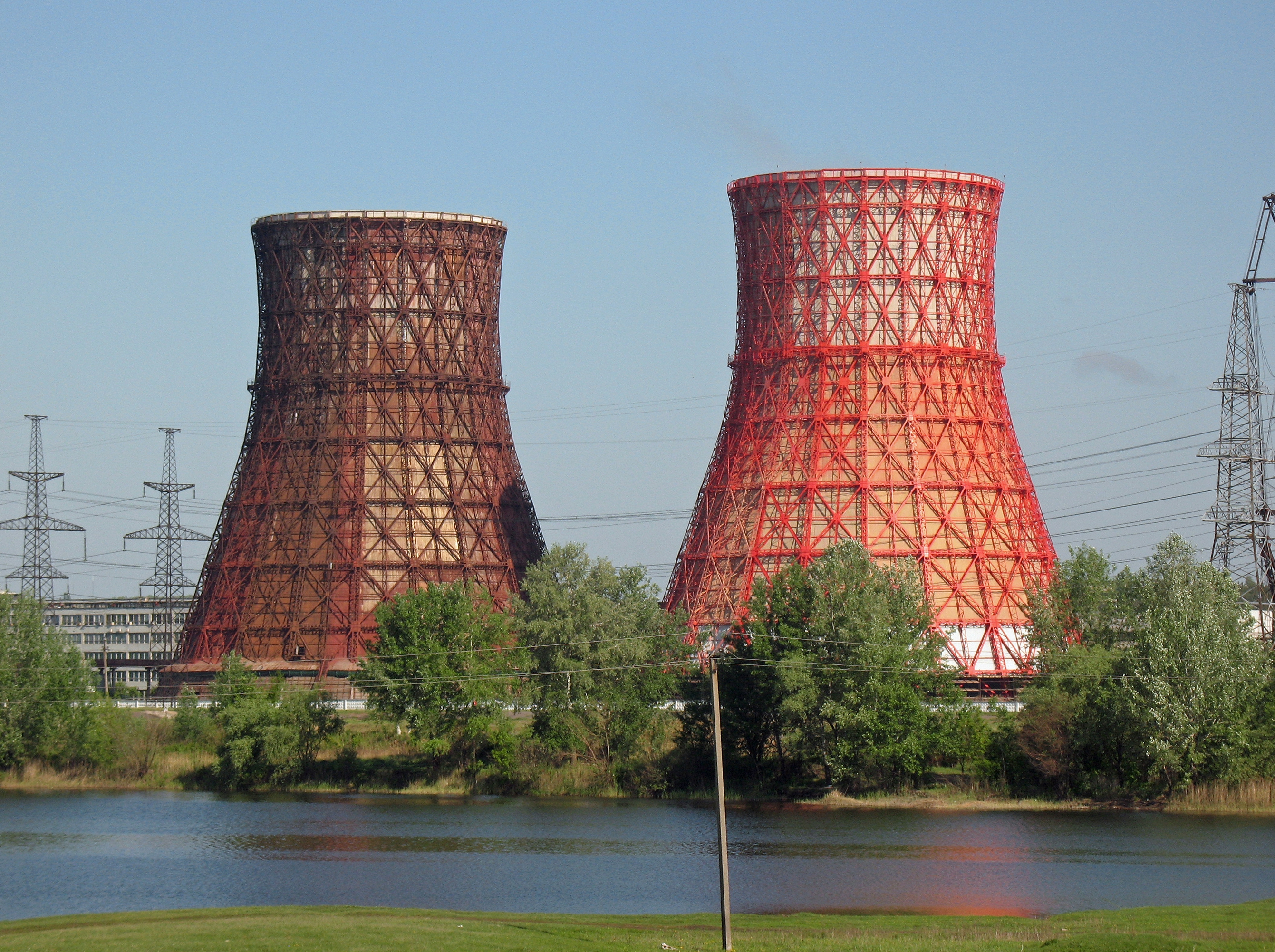
Tours hyperboloïdes de refroidissement en acier structurel pour une centrale électrique à Kharkov (Ukraine)

Les tours de refroidissement sont des structures destinées à refroidir l'eau ou d'autres fluides caloporteurs à une température proche de la température ambiante du thermomètre mouillé. Les tours de refroidissement humide fonctionnent selon le principe du refroidissement par évaporation, mais sont optimisées pour refroidir l'eau plutôt que l'air. Les tours de refroidissement se trouvent souvent sur de grands bâtiments ou sur des sites industriels. Ils transfèrent la chaleur dans l'environnement à partir des refroidisseurs, des procédés industriels ou du cycle de Rankine, par exemple.

##### Systèmes de brumisation
.

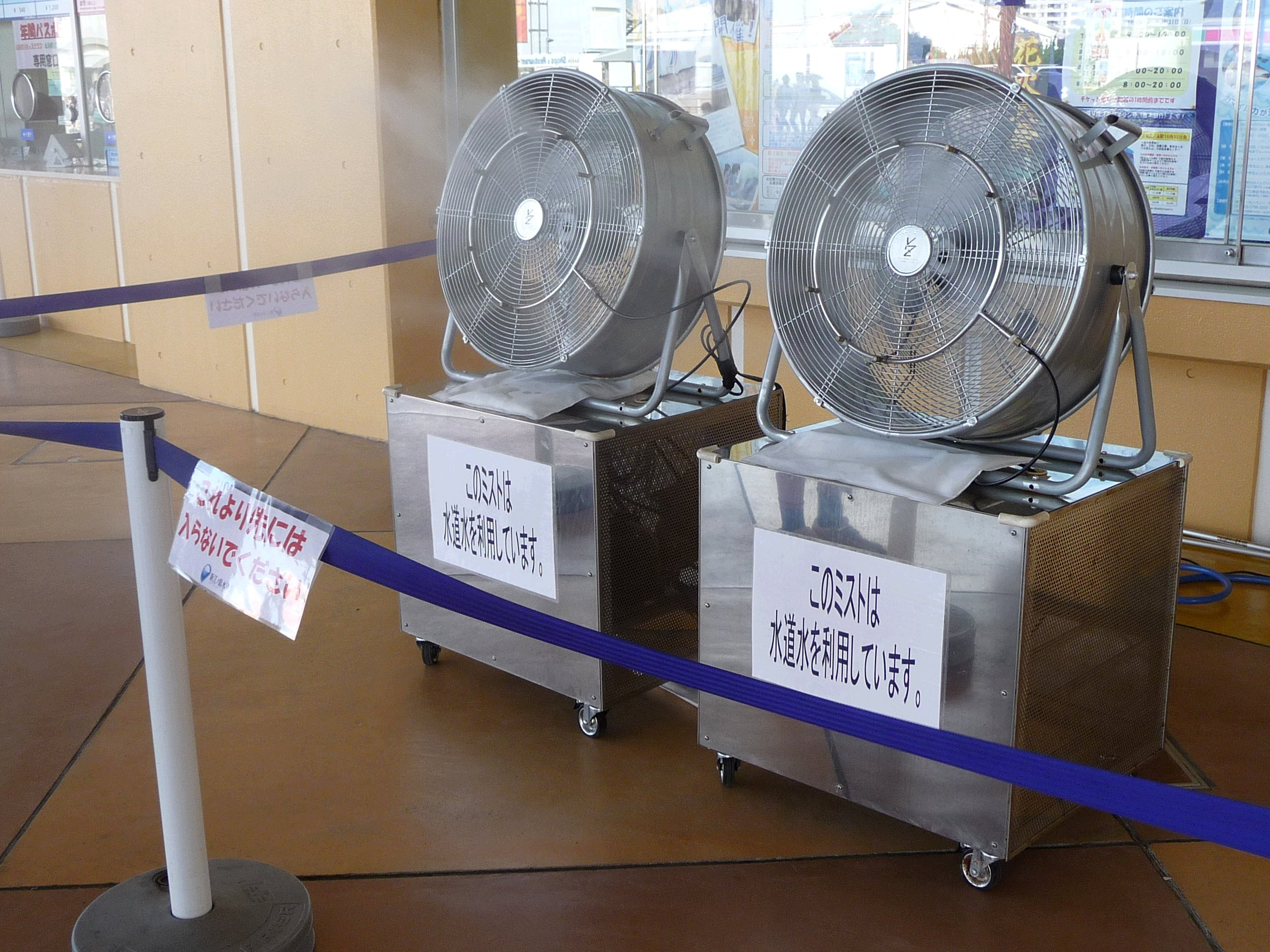
Brouillard système de pulvérisation avec de l'eau pompe

Les systèmes de brumisation fonctionnent en forçant l'eau par l'intermédiaire d'une pompe à haute pression et d'un tuyau à travers une buse de brouillard en laiton et en acier inoxydable qui a un orifice d'environ 5 micromètres, produisant ainsi un brouillard micro-fin. Les gouttelettes d'eau qui créent le brouillard sont si petites qu'elles s'évaporent instantanément. L'évaporation instantanée peut réduire la température de l'air ambiant jusqu'à 35° F (20 °C)[Information douteuse] en seulement quelques secondes. Pour les systèmes de patio, il est idéal de monter la ligne de brume à environ 8 à 10 pieds (2,4 à 3,0 m) du sol pour un refroidissement optimal. La brumisation est utilisée pour des applications telles que les parterres de fleurs, les animaux de compagnie, le bétail, les chenils, le contrôle des insectes, le contrôle des odeurs, les zoos, les cliniques vétérinaires, le refroidissement des produits et les serres.

##### Ventilateurs de brumisation
Un ventilateur de brumisation est semblable à un humidificateur. Un ventilateur souffle une fine brume d'eau dans l'air. Si l'air n'est pas trop humide, l'eau s'évapore, absorbant la chaleur de l'air, ce qui permet au ventilateur de brumisation de fonctionner également comme refroidisseur d'air. Un ventilateur brumisateur peut être utilisé à l'extérieur, en particulier dans un climat sec. Il peut également être utilisé à l'intérieur.
De petits ventilateurs de brumisation portatifs alimentés par batterie, composés d'un ventilateur électrique et d'une pompe de pulvérisation d'eau manuelle, sont vendus comme articles de nouveauté. Leur efficacité dans l'utilisation quotidienne n'est pas claire[citation nécessaire].

## Performances
Pour comprendre les performances de refroidissement par évaporation, il faut comprendre la psychrométrie. La puissance de refroidissement par évaporation est variable en raison des variations de la température extérieure et du taux d'humidité. Un refroidisseur résidentiel devrait être capable de réduire la température de l'air à 3 à 4 °C de la température du thermomètre humide.
Il est simple de prédire la performance de la climatisation à partir des données des bulletins météo standard. Étant donné que les bulletins météo contiennent habituellement le point de rosée et l'humidité relative], mais pas la température du thermomètre humide, il faut utiliser un tableau psychrométrique ou un simple programme informatique pour calculer la température du thermomètre humide. Une fois que la température du thermomètre humide et la température du thermomètre sec ont été déterminées, la performance de refroidissement ou la température de l'air sortant du refroidisseur peut être déterminée.
Pour le refroidissement évaporatif direct, l'efficacité de saturation directe, {\displaystyle \epsilon }, mesure dans quelle mesure la température de l'air sortant du refroidisseur par évaporation directe est proche de la température du thermomètre humide de l'air entrant. L'efficacité de saturation directe peut être déterminée comme suit :
{\displaystyle \epsilon ={\frac {T_{e,db}-T_{l,db}}{T_{e,db}-T_{e,db}-T_{e,wb}}}}
Où :
{\displaystyle \epsilon } = efficacité de saturation du refroidissement par évaporation directe (%)
{\displaystyle T_{e,db}} = température d'entrée d'air du thermomètre sec (°C)
{\displaystyle T_{l,db}} = température du bulbe sec de l'air sortant (°C)
{\displaystyle T_{e,wb}} = température d'entrée d'air wet-bulb (°C)
L'efficacité du média d'évaporation se situe généralement entre 80 % et 90 %. La plupart des systèmes efficaces peuvent abaisser la température de l'air sec à 95% de la température du bulbe humide, les systèmes les moins efficaces n'atteignent que 50 %.  L'efficacité d'évaporation baisse très peu avec le temps.
Les tampons de tremble typiques utilisés dans les refroidisseurs par évaporation résidentiels offrent un rendement d'environ 85 %, tandis que le type CELdek de milieux évaporatifs offre un rendement supérieur à 90 % selon la vitesse d'air. Le média CELdek est plus souvent utilisé dans les grandes installations commerciales et industrielles.[pas clair]
Par exemple, à Las Vegas, avec une journée typique de conception estivale de 42 °C bulbe sec et 19 °C température humide ou environ 8% humidité relative, la température ambiante à la sortie d'un refroidisseur résidentiel avec 85% d'efficacité serait :
{\displaystyle T_{l,db}} = 42 °C - [(42 °C - - 19 °C)× 85%] = 22,45 °C
Toutefois, l'une ou l'autre de deux méthodes peut être utilisée pour estimer le rendement :
- Utilisez un tableau psychrométrique pour calculer la température du thermomètre humide, puis ajoutez −15 à −14 °C comme décrit ci-dessus.
- Utilisez une règle empirique] qui estime que la température du thermomètre humide est approximativement égale à la température ambiante, moins un tiers de la différence entre la température ambiante et le point de rosée]. Comme précédemment, ajoutez −15 à −14 °C comme décrit ci-dessus.

Quelques exemples clarifient cette relation :
- À 32 °C et 15 % d'humidité relative, l'air peut être refroidi à presque 16 °C. Le point de rosée pour ces conditions est 2 °C.
- À 32 °C et 50 % d'humidité relative, l'air peut être refroidi à environ 24 °C. Le point de rosée pour ces conditions est 20 °C.
- À 40 °C et 15 % d'humidité relative, l'air peut être refroidi à presque 21 °C. Le point de rosée pour ces conditions est 8 °C.

(Cooling examples extracted from the June 25, 2000 University of Idaho publication, "Homewise").
Parce que les refroidisseurs par évaporation fonctionnent mieux dans des conditions sèches, ils sont largement utilisés et plus efficaces dans les régions arides et désertiques, comme les régions arides du Sud-Ouest américain et du Sud-Ouest des États-Unis, et du Nord du Mexique.
La même équation indique pourquoi les rafraîchisseurs par évaporation sont d'une utilité limitée dans les environnements très humides : par exemple, une journée chaude d'août à Tokyo peut être 30 °C avec 85% d'humidité relative et 1,005 hPa de pression. Ceci donne un point de rosée de 27,2 °C et une température du thermomètre humide de 27,88 °C. Selon la formule ci-dessus, à 85 % d'efficacité, l'air ne peut être refroidi que jusqu'à 28,2 °C ce qui le rend très peu pratique.

### Avantages

#### Prix
- Le coût estimé pour une installation professionnelle est d'environ la moitié ou moins de celui d'un climatiseur central réfrigéré[27].
- Le coût d'exploitation estimé est de 1/8 du coût d'exploitation des réfrigérateurs climatisation[28].
- Pas de pointe de puissance lors de la mise sous tension en raison de l'absence d'un compresseur.
- La consommation électrique est limitée au ventilateur et à la pompe à eau, qui ont une consommation de courant relativement faible au démarrage.
- Le fluide de travail est de l'eau. Aucun réfrigérant spécial, comme l'ammoniac ou les CFC, n'est utilisé qui pourrait être toxique, coûteux à remplacer, contribuer à l'appauvrissement de la couche d'ozone ou être assujetti à des règlements rigoureux en matière de permis et d'environnement.

#### Entretien
- L'équipement peut être installé par des utilisateurs mécaniquement inclinés à un coût nettement inférieur à celui de l'équipement de réfrigération qui exige des compétences spécialisées et une installation professionnelle.
- Les deux seules pièces mécaniques de la plupart des refroidisseurs évaporatifs de base sont le moteur du ventilateur et la pompe à eau, qui peuvent tous deux être réparés ou remplacés à faible coût et souvent par un utilisateur mécaniquement incliné, ce qui élimine les appels de service coûteux aux entrepreneurs de CVC.

#### Air de ventilation
- Le débit volumétrique élevé et fréquent de l'air traversant le bâtiment réduit considérablement l'âge de l'air dans le bâtiment.
- Le refroidissement par évaporation augmente l'humidité. Dans les climats secs, cela peut améliorer le confort et diminuer les problèmes d'[électricité statique].
- Le tampon lui-même agit comme un filtre à air plutôt efficace lorsqu'il est bien entretenu ; il est capable d'éliminer une variété de contaminants dans l'air, y compris l'ozone urbain causé par la pollution [réf. nécessaire], peu importe le temps très sec. Les systèmes de refroidissement par réfrigération perdent cette capacité lorsqu'il n'y a pas assez d'humidité dans l'air pour garder l'évaporateur humide tout en fournissant un ruissellement fréquent de condensation qui élimine les impuretés dissoutes de l'air.

### Inconvénients

#### Performance
- La plupart des refroidisseurs à évaporation sont incapables d'abaisser la température de l'air autant que les climatiseurs frigorifiques.
- Un point de rosée élevé (humidité) diminue la capacité de refroidissement du refroidisseur évaporatif.
- Non déshumidification. Les climatiseurs traditionnels éliminent l'humidité de l'air, sauf dans les endroits très secs où la recirculation peut entraîner une accumulation d'humidité. Le refroidissement par évaporation ajoute de l'humidité et, dans les climats humides, la sécheresse peut s'améliorer ([confort thermique]) à des températures plus élevées.

#### Confort
- L'air fourni par le refroidisseur évaporatif est généralement à 80-90 % d'humidité relative et peut causer des niveaux d'humidité intérieure allant jusqu'à 65 %; l'air très humide réduit le taux d'évaporation de l'humidité de la peau, du nez, des poumons, des yeux.
- L'humidité élevée de l'air accélère la corrosion, en particulier en présence de poussière. Cela peut réduire considérablement la durée de vie de l'électronique et d'autres équipements.
- Une humidité élevée de l'air peut provoquer la formation de condensation d'eau. Cela peut poser un problème dans certaines situations (p. ex. équipement électrique, ordinateurs, papier, livres, vieux bois).
- Les odeurs et autres contaminants extérieurs peuvent être soufflés dans le bâtiment à moins qu'un filtrage suffisant ne soit en place.

#### Utilisation de l'eau
- Les refroidisseurs à évaporation nécessitent un approvisionnement constant en eau.
- L'eau à haute teneur en minéraux (eau dure) laissera des dépôts minéraux sur les coussinets et à l'intérieur de la fontaine. Selon le type et la concentration des minéraux, il peut y avoir des risques pour la sécurité lors du remplacement et de l'élimination des déchets des coussinets. Les systèmes de purge et de remplissage (pompe de purge) peuvent réduire mais pas éliminer ce problème. L'installation d'un filtre à eau en ligne (type réfrigérateur eau potable/machine à glace) réduira considérablement les dépôts minéraux.

#### Fréquence d'entretien
- Tous les composants mécaniques qui peuvent rouiller ou se corroder doivent être nettoyés ou remplacés régulièrement en raison de l'humidité élevée et des dépôts minéraux potentiellement lourds dans les zones où l'eau est dure.
- Le fluide d'évaporation doit être remplacé régulièrement pour maintenir la performance de refroidissement. Les tampons en laine de bois sont peu coûteux, mais ils doivent être remplacés tous les quelques mois. Les fluides rigides à haut rendement sont beaucoup plus chers, mais leur durée de vie est proportionnelle à la dureté de l'eau ; dans les zones où l'eau est très dure, les fluides rigides peuvent ne durer que deux ans avant que l'accumulation de dépôts minéraux ne dégrade de façon inacceptable les performances.
- Dans les régions où les hivers sont froids, les refroidisseurs par évaporation doivent être vidangés et hivernisés pour protéger la conduite d'eau et le refroidisseur des dommages causés par le gel, puis déshivernés avant la saison froide.

#### Risques pour la santé
- Un refroidisseur évaporatif est un endroit commun pour la reproduction des moustiques. De nombreuses autorités considèrent qu'un refroidisseur mal entretenu constitue une menace pour la santé publique[29].
- La moisissure et les bactéries peuvent être dispersées dans l'air intérieur à partir de systèmes mal entretenus ou défectueux, causant syndrome du bâtiment malade] et des effets néfastes pour asthme] et les personnes allergiques.
- La laine de bois des coussinets de refroidisseur sec peuvent s'enflammer même à partir de petites étincelles.
- Légionellose.